# Madavölgytanya
Madavölgytanya (románul: Maldaoci) falu Romániában, Maros megyében.

## Története
Cintos község része. A trianoni békeszerződésig Alsó-Fehér vármegye Marosújvári járásához tartozott. 1977-ben 30 lakosa volt, ebből 27 magyar és 3 román.

## Népessége
A település 1977 után teljesen elnéptelenedett.